# 西帆轉肢寄居蟹
西帆轉肢寄居蟹（学名：Strobopagurus sibogae），又名西氏轉寄居蟹，为擬寄居蟹科轉寄居蟹屬下的一个种。